# Springfield (Carolina del Sud)
Springfield è un comune degli Stati Uniti d'America facente parte della contea di Orangeburg nello stato della Carolina del Sud.